# Marquês de Pombal (metropolitana di Lisbona)
La stazione di Marquês de Pombal è una doppia stazione della metropolitana di Lisbona nella quale si interscambiano la linea Blu e la linea Gialla.
Si trova nel comune di Lisbona, in Portogallo, tra le stazioni Parque e Avenida (linea blu) e Picoas e Rato (linea gialla). È una delle undici stazioni appartenenti al tratto inaugurale della linea nella rete originale della Metro de Lisboa, aperta il 29 dicembre 1959, con la particolarità di essere, all'epoca, l'unica stazione di interfaccia della rete.
È localizzata nel quartiere Marquês de Pombal dove c'è l'omonima piazza con il monumento dedicato al marchese. La stazione fornisce l'accesso alla cima dell'Avenida da Liberdade, al Parque Eduardo VII ed alla cineteca portoghese. Come le più recenti stazioni della metropolitana di Lisbona, è attrezzata per servire i passeggeri con disabilità motoria; diversi ascensori e scale mobili facilitano l'accesso all'atrio.
Fino al 1998, la stazione era nota come Rotunda.

## Interscambi
Nelle vicinanze della stazione effettuano fermata alcune linee automobilistiche urbane, gestite da Carris.
- Fermata autobus

## Servizi
La stazione dispone non solo di negozi, ma anche di una stazione di polizia e di un ufficio di servizi per il cliente.